# 天津市民俗博物馆
天津市民俗博物馆，即天津民俗博物馆是位于中华人民共和国天津市南开区的民俗类博物馆，是研究和展示天津市地域文化、民俗文化的场所。天津市民俗博物馆是事业单位。天津市民俗博物馆位于古文化街，主要陈列为《印象天津卫》。天津市民俗博物馆成立于1986年，曾将天津天后宫的部分建筑作为馆舍，后在天津天后宫西南侧新建馆舍。

## 建馆历史

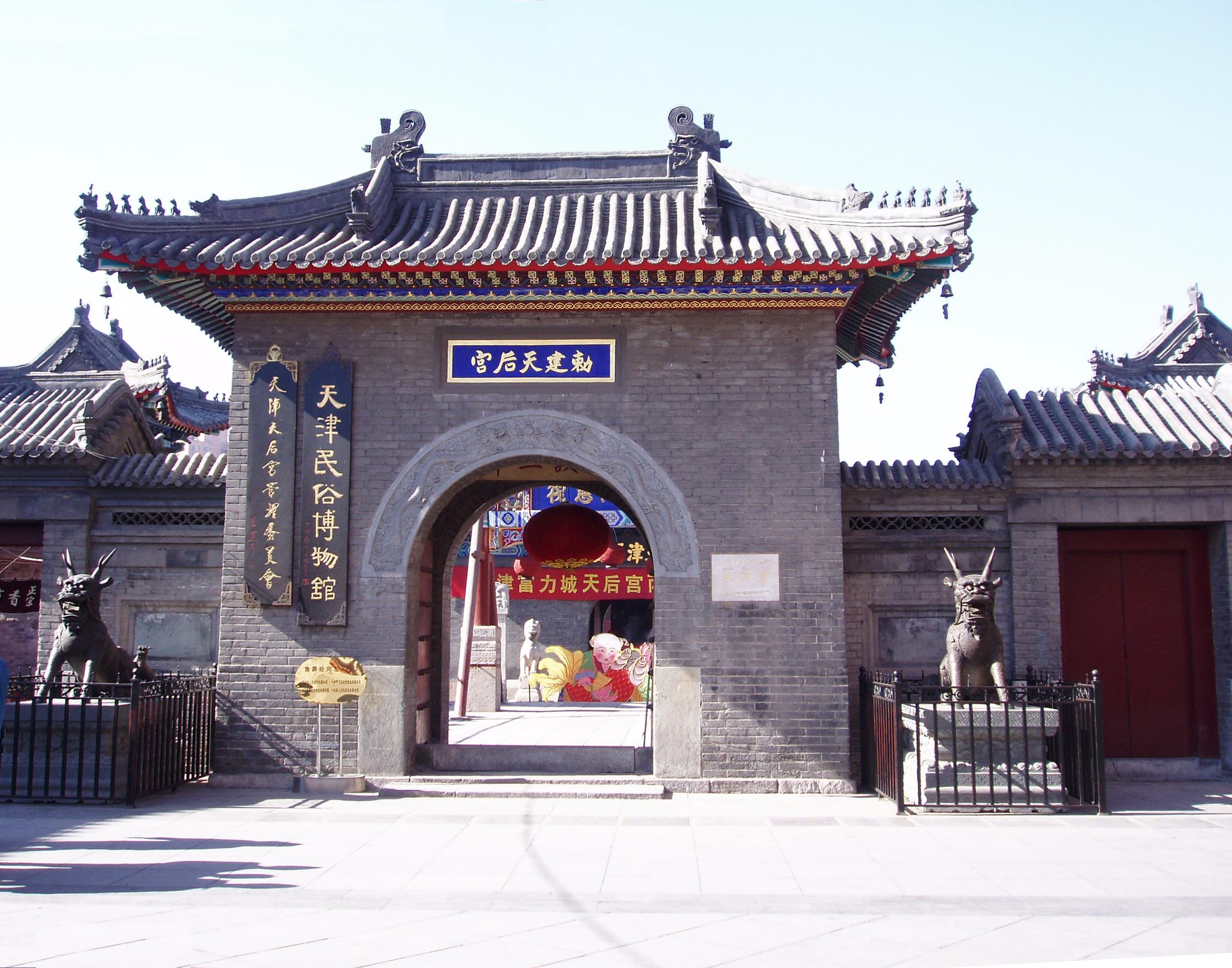
天津天后宫曾作为天津市民俗博物馆主要馆舍所在地

1985年，天津天后宫的修复工作开启，原有山门、牌坊、钟楼、鼓楼、前殿、大殿、藏经阁、启圣祠、配殿等建筑得以修复。同时，天津市民俗博物馆成立，并将馆舍设在了天津天后宫，在修复天津天后宫的同时开始征集民俗资料、文物，开馆前共征集、征购民俗文物千余件。天津市民俗博物馆建馆初期的陈列分为《天后宫复原陈列》和《天津历史民俗陈列》两部分，《天后宫复原陈列》以复原的天后、王灵官、四海龙王等民间诸神神像以及大型壁画《天后圣迹图》为主；《天津历史民俗陈列》则展出天津漕运习俗、皇会以及婚庆、商业、生活习俗、民间工艺与艺术等相关展品。到1989年，天津市民俗博物馆开设有婚俗展厅、民俗博物馆文物精品室、天后宫复原陈列展等十个展厅。1994年，天津市民俗博物馆又推出多个专题陈列展览，包括《天津婚俗复原陈列》《天津市民俗博物馆馆藏精品展》等。进入21世纪之前，天津市民俗博物馆还举办《藏传佛教展览》等特展、临展。其主办的《天津婚俗复原陈列》等也会在不同地区巡回展出。
2005年，天津市民俗博物馆在天津天后宫西南侧修建新馆舍，馆舍建筑面积超过3500平方米，新馆舍依托于“刘家大院”，形成欧式建筑风格为主，夹杂中国传统建筑符号的建筑风格。同一年，天津市民俗博物馆收到天津海关缉私局缉获的手绘家具、瓷器、铜器等近2000件文物。2009年8月，天津市民俗博物馆免费对外开放，是天津市首家免费开放的区属博物馆。2011年，天津天后宫的藏经楼经维修后被开辟为天津天后文化陈列馆。同一年，天津市民俗博物馆收到天津市南开区人民法院珍藏的石质器具。2014年，在天津市民俗博物馆等多个文化创馆基础上新扩建的天津民俗文化博览园建成开园。这一年，中国共产党天津市河西区委员会、天津市河西区人民政府投资改善天津市民俗博物馆的基础设施。6月开始，在原有展品、文物基础上提升、改造的主题展览《印象天津卫》于天津市民俗博物馆展出。2016年开始，天津天后宫与天津市民俗博物馆分离，恢复成为具有心理慰藉、社会慈善、社会交往等社会功能为主的民俗信仰场所。

## 主要陈列

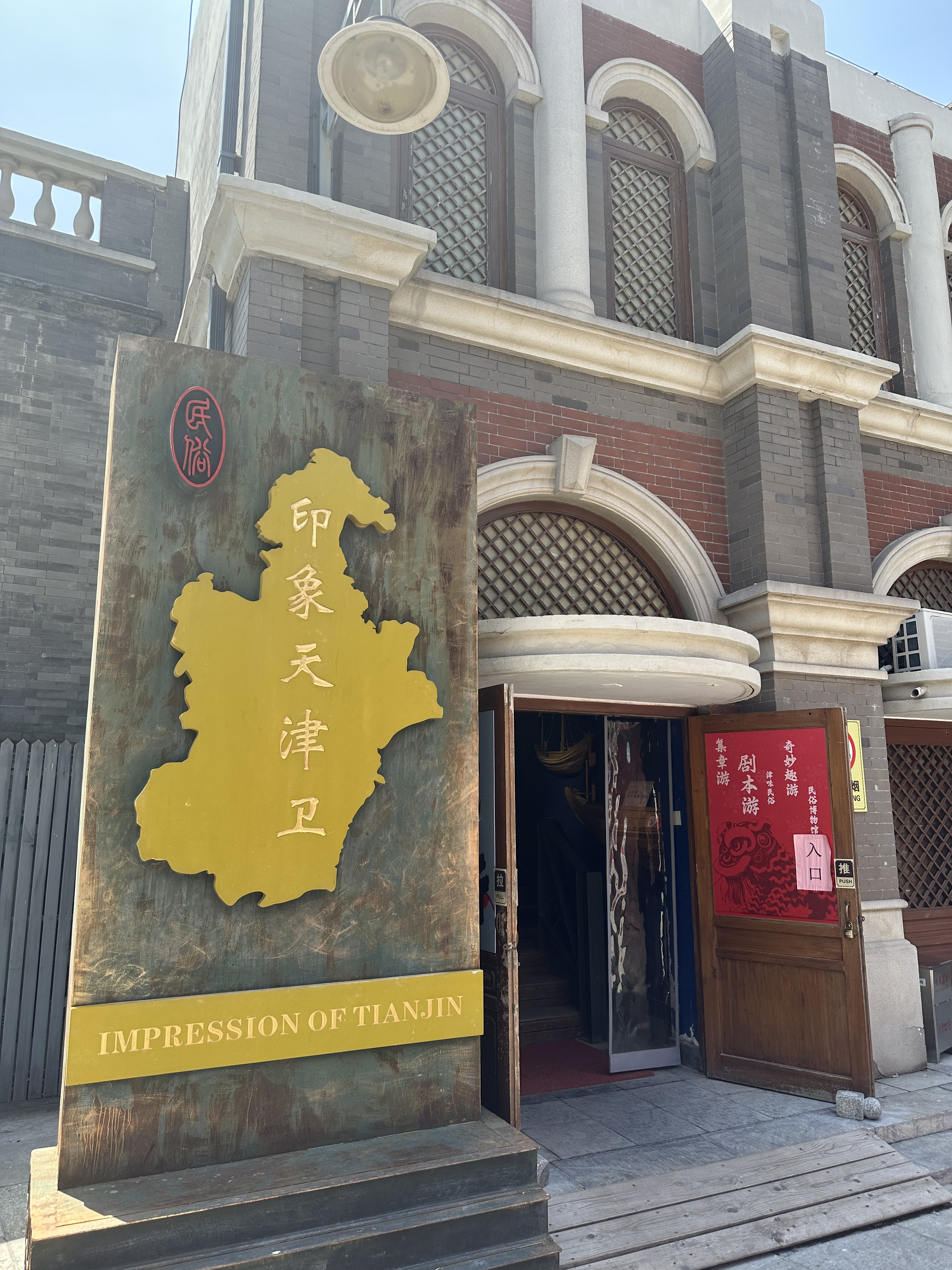
天津民俗博物馆《印象天津卫》展

《印象天津卫》展览展厅面积超1060平方米，展线总长150米，共展出文物360件。《印象天津卫》展览可分为民俗展区、服饰展区、建筑展区、天津人结婚的习俗展区、天津最盛大的民间节日展区。其中民俗展区展出天津的春节习俗的画作、实物、场景，包括过年时的饮食、帖饰等习俗。服饰展区展示的是天津服饰的发展的四个阶段：遮身避体、适应生产、标志身份、反映社会政治观念；展出包括琵琶襟、对襟、大襟、百衣间、满花等不同样式的服饰。建筑展区的通道中心为天津东门里141号华家大院的四合院门楼的还原展示；展出有天津老建筑的抱鼓石、墀头、大门等实物。天津人结婚的习俗展区展示天津婚俗习惯，展出有“搭大棚落座”的场景还原，以及龙凤床、新娘嫁衣、娃娃大哥、巨型蜡扦等实物。天津最盛大的民间节日展区以天津皇会为主题，展出包括《天津天后宫皇会行会图》以及礼器、銮轿等实物。除此之外，天津市民俗博物馆还展出了天津民间水会的水机，戏曲、曲艺、手工艺的照片、实物等展品。

## 社教、民俗活动
天津市民俗博物馆为《人类非物质文化遗产代表作名录》中妈祖信俗项目之妈祖祭典（天津皇会）的申报单位和保护单位。天津市民俗博物馆会组织、举办春祭、秋祭、天后宝诞仪式等活动。在节假日天津市民俗博物馆亦会组织活动，如中秋节举办古琴音乐会，腊八节举办葫芦画、写书法等民俗活动。平时，天津市民俗博物馆组织、举办民俗文化体验、非遗文化进校园等不同的社教活动。

## 图库

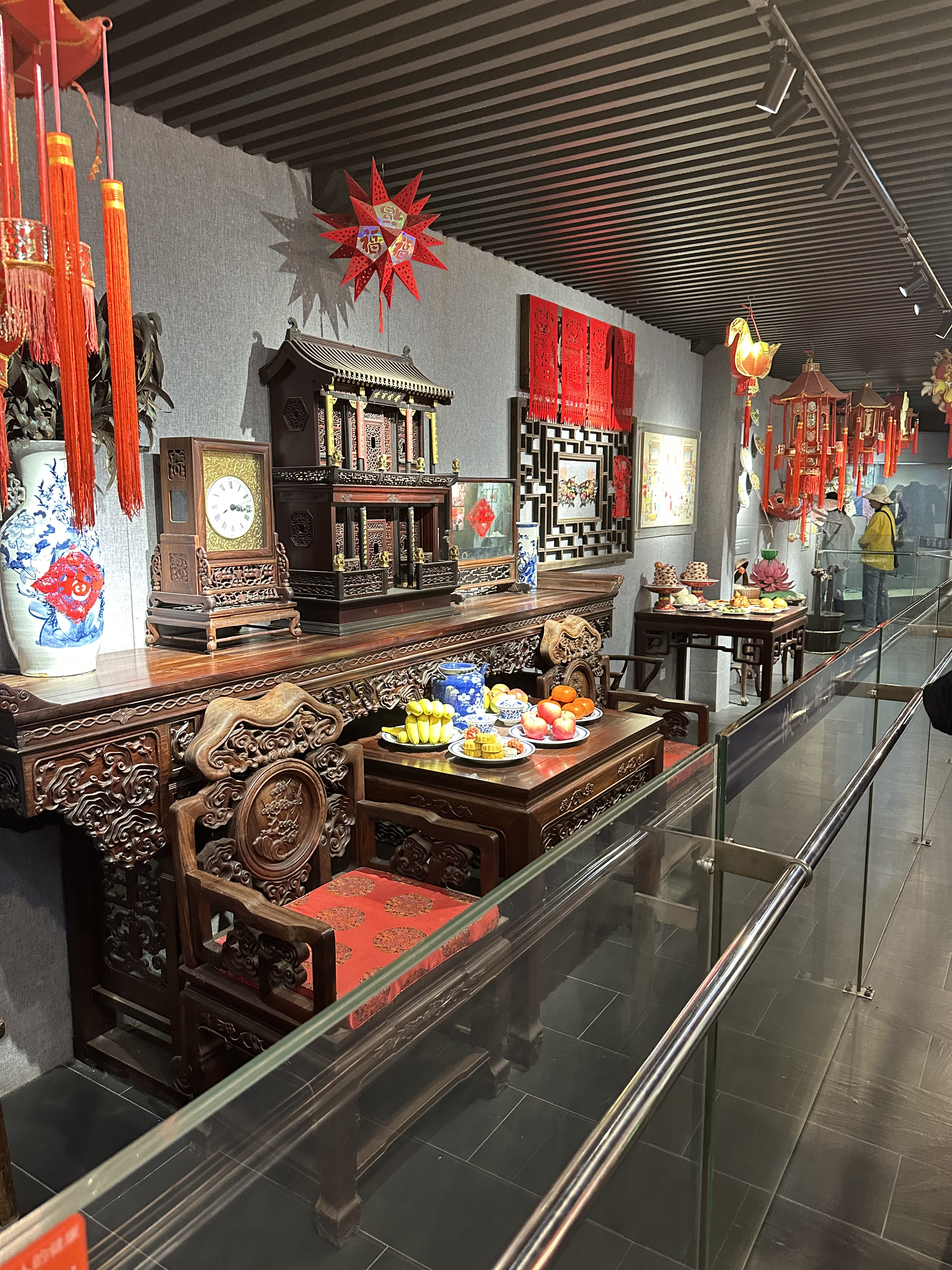
《印象天津卫》民俗展区的部分展品
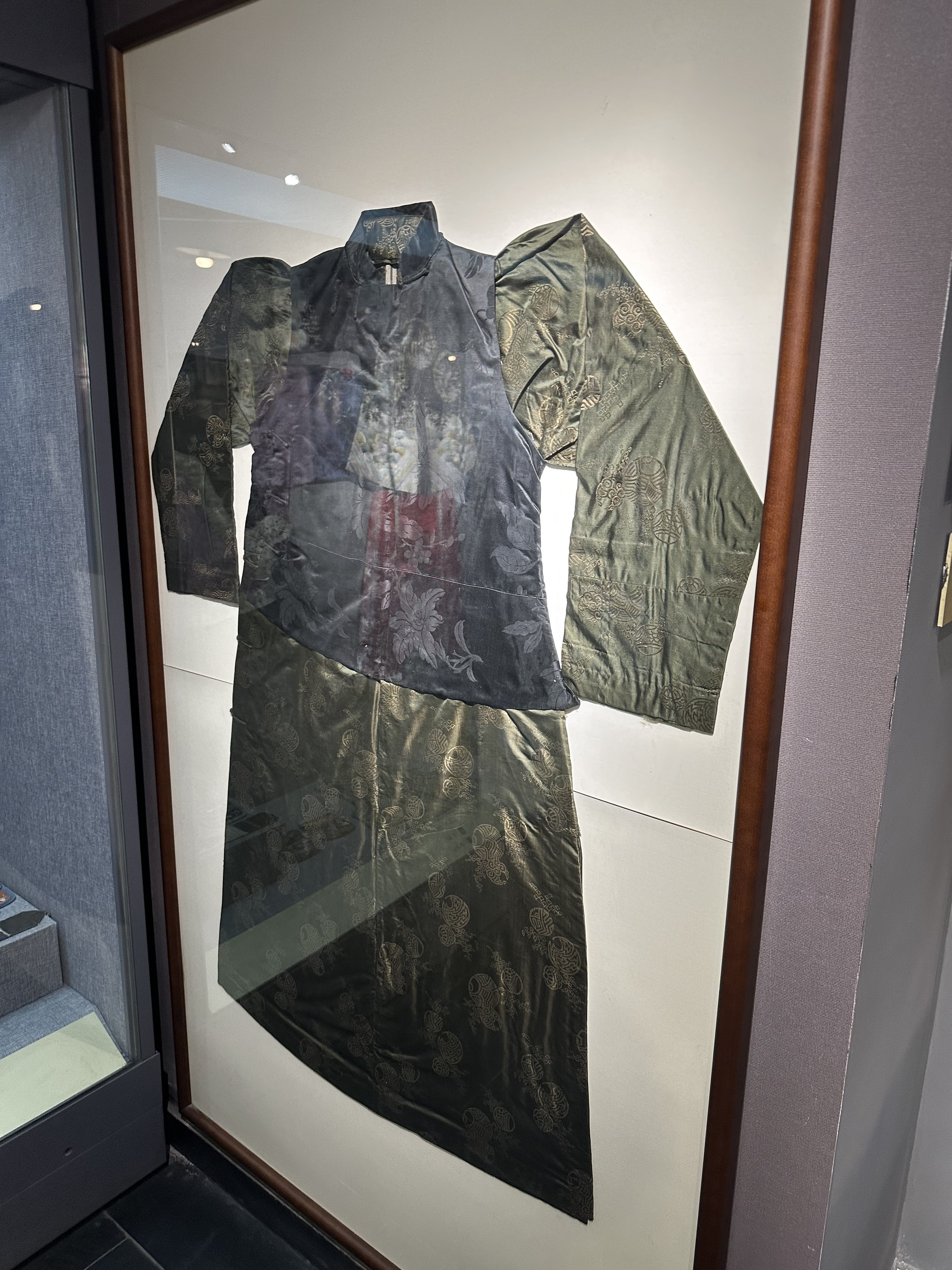
《印象天津卫》服饰展区展出的大褂
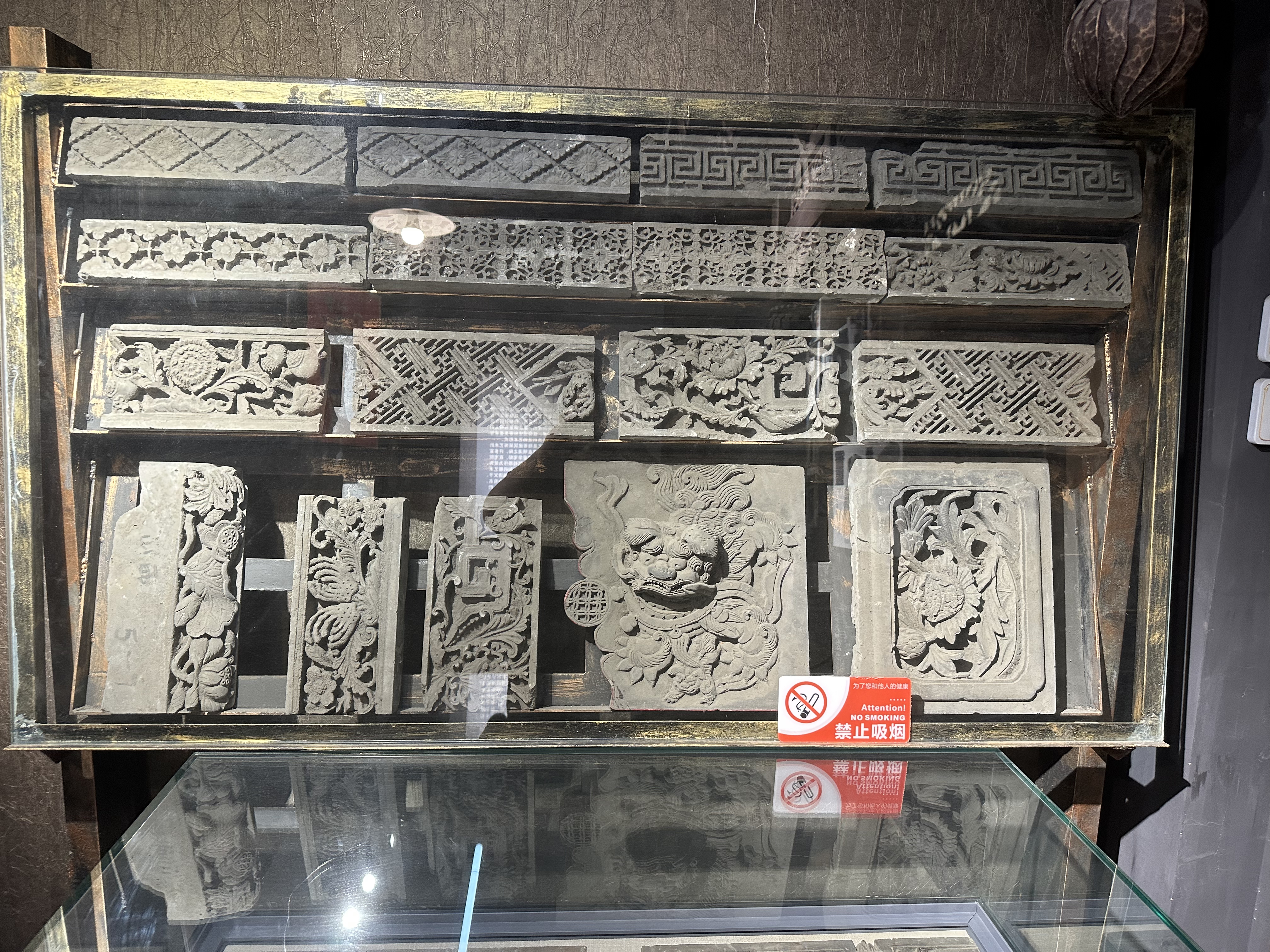
《印象天津卫》建筑展区展出的砖雕展品
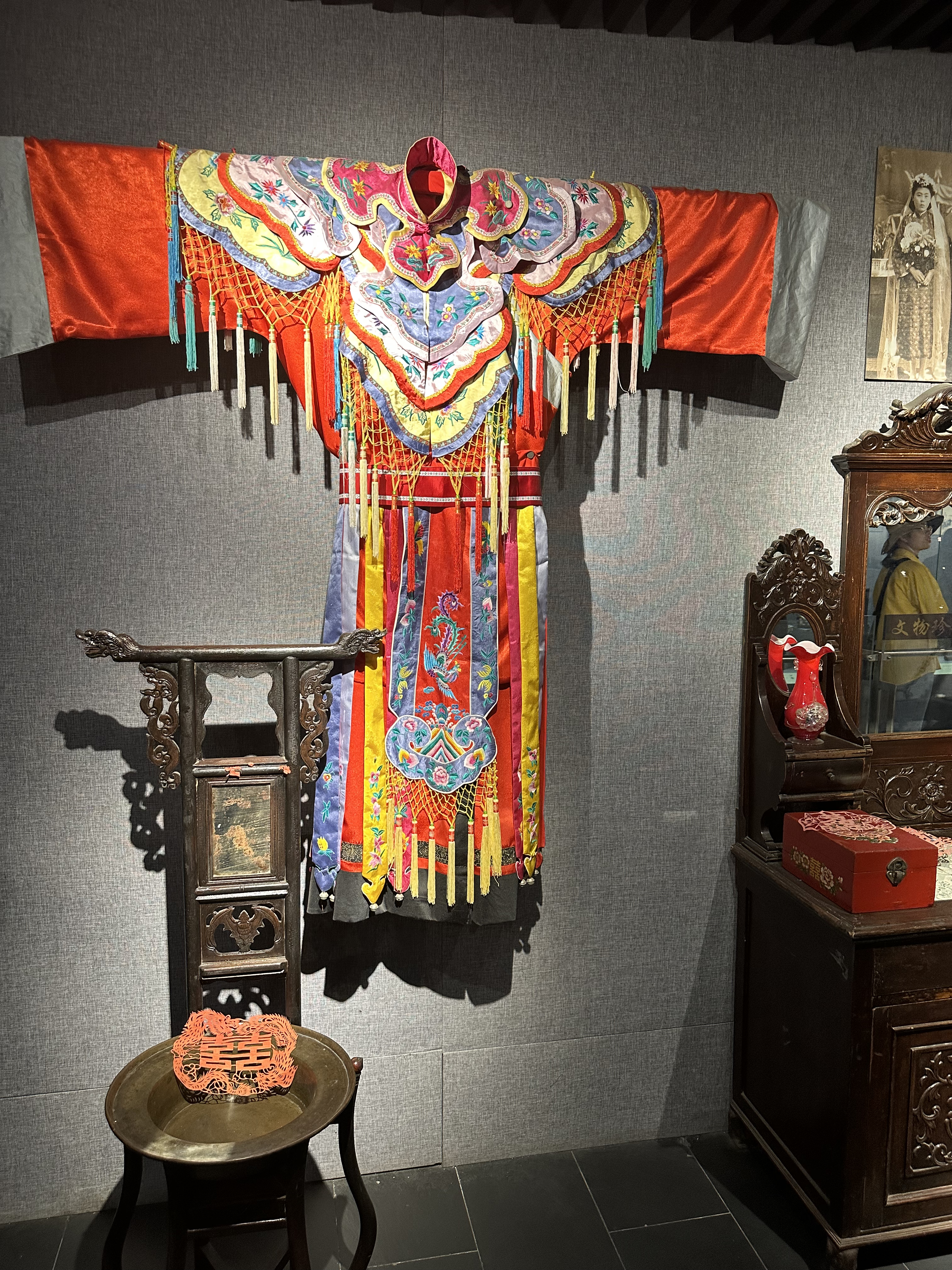
《印象天津卫》天津婚俗展区展出的新娘服等展品
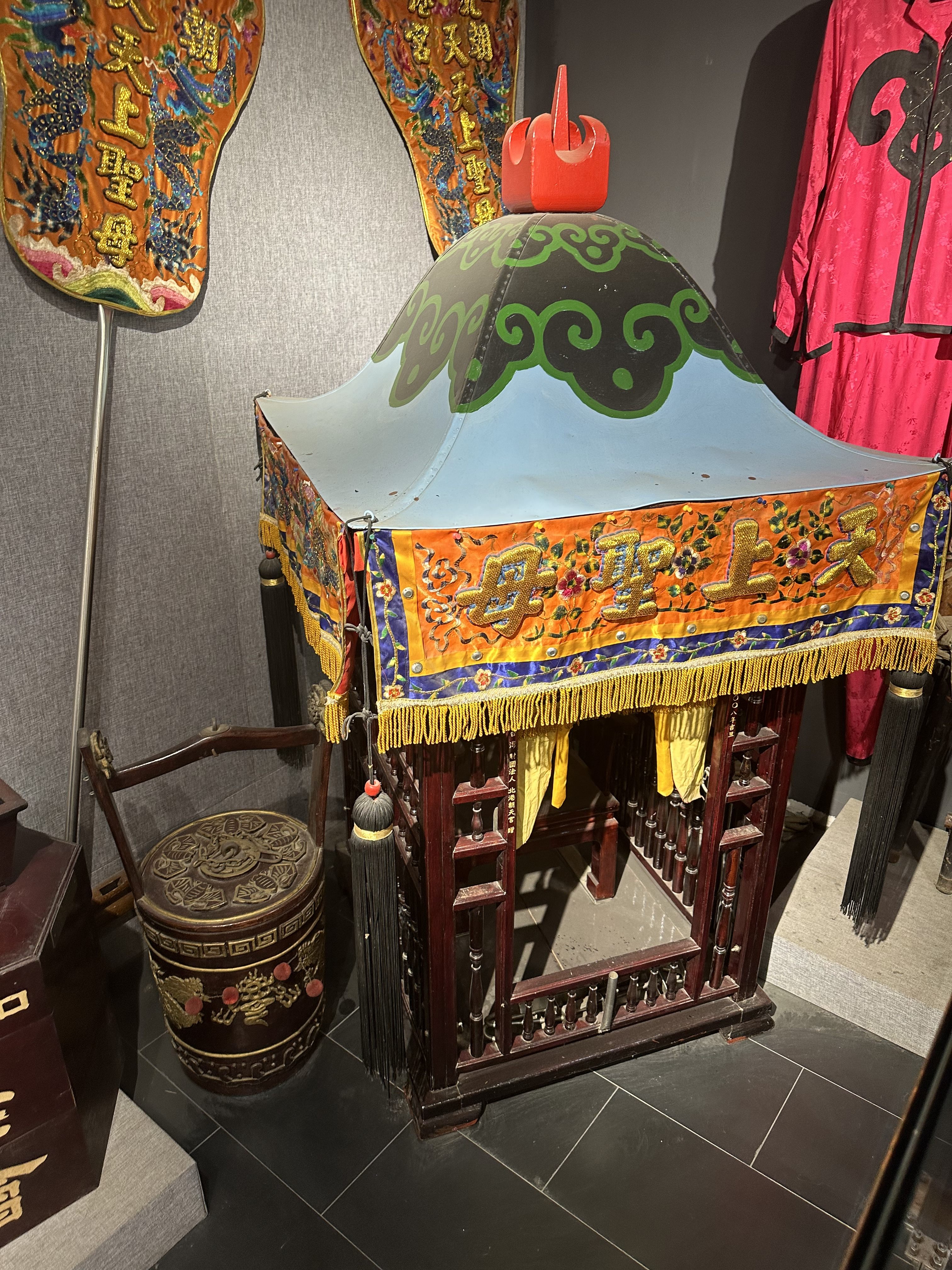
《印象天津卫》天津最盛大的民间节日展区的天上圣母銮轿